# NDR Info
NDR Info – niemiecka stacja radiowa należąca do Norddeutscher Rundfunk (NDR), publicznego nadawcy radiowo-telewizyjnego dla północnych Niemiec. Została uruchomiona w 1989 pod nazwą NDR 4 i pierwotnie prezentowała szerokie spektrum audycji mówionych, dotyczących różnych tematów społecznych i kulturalnych. Począwszy od 1998 jej ramówka ewoluowała w stronę stacji stricte informacyjnej. Proces ten został przypieczętowany w 2004, kiedy to uzyskała obecną nazwę. Siostrzaną rozgłośnią cyfrową jest NDR Info Spezial. 
Stacja jest dostępna w analogowym i cyfrowym przekazie naziemnym na całym obszarze obsługiwanym przez NDR, czyli w krajach związkowych Hamburg, Dolna Saksonia, Szlezwik-Holsztyn i Meklemburgia-Pomorze Przednie, a także – ze względu na zasięg nadajników – w Bremie. Dodatkowo można ją znaleźć w Internecie oraz w niekodowanym przekazie z satelity Astra 1M.